# Aeroportul Jam
Aeroportul Jam (IATA: KNR, ICAO: OIBJ) este un aeroport din Bushehr Province⁠(d), Iran.
aeroportul dispune de o singură pistă.